# Pachyolpium crassichelatum
Pachyolpium crassichelatum es una especie de arácnido del orden Pseudoscorpionida de la familia Olpiidae.

## Distribución geográfica
Se encuentra en Argentina y Brasil.